# Pémoline

Structure de la pémoline

La pémoline est une substance chimique de la famille des oxazolidines (amino-2 phényl-5 oxazolinone-4), c'est une drogue stimulante qui a été synthétisée pour la première fois en 1913, mais dont les effets n'ont pas été étudiés avant les années 1930.
C'est une substance dopante interdite par l'agence antidopage, elle a des effets toxiques sur le foie.
Elle est classée dans le tableau IV de la convention sur les substances psychotropes de 1971.

## En sport
Lors de la Flèche wallonne 1977, six coureurs sont déclarés positifs à la pémoline, dont Freddy Maertens (le vainqueur), Eddy Merckx, Michel Pollentier et Walter Planckaert.
La pémoline a également été détectée chez l'haltérophile espagnol Fernando Mariaca lors des Jeux olympiques d'été de 1988.